# Ligier JS25
La Ligier JS25 è una monoposto di Formula 1, costruita dalla scuderia francese Ligier per partecipare al Campionato mondiale di Formula 1 1985. Fu progettata da Michel Beaujon e Claude Galopin.